# Ministrymon ines
Ministrymon ines är en fjärilsart som beskrevs av Edwards 1882. Ministrymon ines ingår i släktet Ministrymon och familjen juvelvingar. Inga underarter finns listade i Catalogue of Life.